# Ly Thạch
Ly Thạch (chữ Hán giản thể: 离石区, âm Hán Việt: Ly Thạch khu) là một quận thuộc địa cấp thị Lữ Lương, tỉnh Sơn Tây, Cộng hòa Nhân dân Trung Hoa. Quận Ly Thạch nằm ở miền trung của Lữ Lương, có diện tích 1339 km². Về mặt hành chính, quận Ly Thạch được chia ra thành 6 trấn và 9 hương. 
- Trấn: Thành Quan, Điền Gia, Ngô Thành, Tây Thuộc Ba, Tín Nghĩa.
- Hương: Dương Pha, Hồng Nhãn Xuyên, Bình Đầu, Vương Gia Câu, Kết Thằng墕, Táo Oa, Vương Dinh Trang, Táo Lâm, Tiểu Thần Đầu.